# Deutsche Indianer Pionier Mission
Die evangelikale Deutsche Indianer Pionier Mission (DIPM) wurde im Jahr 1962 von James Rathlef gegründet. Anlass waren persönliche Erfahrungen und Erlebnisse Rathlefs mit der geistlichen und sozialen Not der Indianer Südamerikas. Rathlef, damals Leiter der Zeltmissionsvereinigung Süd e.V., hatte die Not während einer Reise nach Brasilien im Jahre 1959 erlebt. Die personelle Verbindung der Zeltmissionsvereinigung Süd mit der DIPM führte dazu, dass die Aufgaben der Zeltmission bald nach der Gründung der DIPM von dieser übernommen wurden. Dadurch verlief die Arbeit der DIPM von Anfang an zweigleisig: auf der einen Seite die Missionstätigkeit, auf der anderen die evangelistische Arbeit in Deutschland, besonders in Baden-Württemberg.

## Allgemeines
Ihren wichtigsten Auftrag sieht die DIPM darin, ihren Anteil an der Ausführung des Missionsauftrages (Mt 28,19–20 ) beizutragen und die Menschen zu einem persönlichen Glauben an Jesus Christus zu führen. Die Missionare wirken seit 1967 in Brasilien und seit 1973 in Paraguay unter mehreren Indianerstämmen. 2017 waren 53 Missionare in Paraguay und Brasilien sowie 38 Mitarbeiter in Deutschland tätig.
Die Arbeitsschwerpunkte sind:
- Verkündigung des Evangeliums von Jesus Christus
- medizinische Betreuung
- Alphabetisierung
- Hilfe zur Überlebenshilfe, z. B. in der Landwirtschaft.

In Deutschland teilt sich ein Team von ehren- und hauptamtlichen Mitarbeitern die Verantwortung für die verschiedenen Arbeitsbereiche wie Zeltevangelisation, Gottesdienste, Haus- und Gebetskreise, Freizeiten, Bibelwochen, Missionsvorträge, sowie die Kinder- und Jugendarbeit mit Kinderbibelwochen und anderen Angeboten. Seit 2007 besteht eine Arbeit in Mecklenburg-Vorpommern und seit 2008 auch in der Uckermark.
Die gesamte missionarische Tätigkeit wird von einem freiwilligen Beter- und Spenderkreis aus dem Bereich der Evangelischen Landeskirche in Württemberg, evangelischer Freikirchen und von Gemeinschaftskreisen getragen.
Der Sitz der DIPM befindet sich auf dem Kirchberg in St. Johann-Lonsingen.

## Periodika
- Werdet meine Zeugen (WMZ; Zweimonatsschrift); Lahr: St.-Johannis-Druckerei, seit 2003; ZDB-ID 129705-3; 1994–2003: Ihr werdet meine Zeugen sein; St. Johann: DIPM, 1994–2003; ZDB-ID 1229587-5